# Criminalidade na Sérvia
A criminalidade na Sérvia é combatida pela Polícia Sérvia e outras agências governamentais.

## Crimes por tipo

### Assassinato
Em 2012, a Sérvia teve uma taxa de homicídio de 1,2 por 100.000 habitantes. Houve um total de 111 assassinatos na Sérvia em 2012.

### Crime organizado
O crime organizado sérvio (em sérvio:  Cpпска мафија/Srpska Mafija, Máfia Sérvia) são várias organizações criminosas sediadas na Sérvia ou compostas por sérvios étnicos. Os criminosos sérvios atuam nos países da União Europeia (UE). As organizações estão envolvidas principalmente com contrabando, tráfico de armas, tráfico de drogas, esquema de proteção, jogos ilegais, roubo de joias e pedras preciosas, guarda-costas e homicídios. A máfia é composta por vários grandes grupos organizados, que por sua vez têm redes mais amplas principalmente em toda a Europa.
As guerras iugoslavas deram aos criminosos uma "saída" para o desastre econômico durante as sanções impostas internacionalmente contra a Sérvia. Criminosos sérvios foram recrutados para as forças de segurança do Estado, um exemplo notável é Legija, um comandante dos Tigres de Arkan que depois da guerra foi renomeado como JSO (Boinas Vermelhas), ele planejou o assassinato do primeiro-ministro Zoran Đinđić.

### Corrupção
Os níveis de corrupção são considerados elevados pelos residentes inquiridos da Sérvia, e a confiança do público nas principais instituições permanece baixa.
Os contratos públicos, os processos de recrutamento para a administração pública, as operações mineiras e ferroviárias são setores com um grave problema de conflito de interesses. A Comissão Europeia manifestou preocupação com os setores judiciário, policial, da saúde e da educação da Sérvia, que são particularmente vulneráveis à corrupção. A Transparência Sérvia estimou em setembro de 2016 que pelo menos 374 mil casos de "pequena corrupção" nos serviços públicos permanecem desconhecidos todos os anos.

### Pirataria
A pirataria na Sérvia aumentou consideravelmente entre as décadas de 2000 e de 2010. Especialmente ameaçado está o transporte marítimo na parte do Danúbio entre Belgrado e Semêndria. Mais comumente, os piratas saqueiam cargas a granel, como petróleo, coque , metais, grãos, açúcar ou fertilizantes, mas às vezes também removem cabos e motores elétricos dos navios.
Os confrontos dos piratas com as tripulações raramente aumentam, com um único assassinato de um marinheiro registrado, no final dos anos 2000. Isso ocorre, em parte, porque as tripulações geralmente cooperam com os piratas, vendem parte da carga e, em seguida, denunciam a pirataria para receber o dinheiro do seguro. Casos de cooperação de piratas com a polícia também foram registrados.
Os piratas também frequentemente se envolvem no contrabando de combustível e outros bens através do Danúbio.

### Falsas ameaças de bomba
Falsas ameaças de bomba são relativamente comuns na Sérvia. Uma vez que a polícia reage a cada ameaça de bomba vasculhando todos os edifícios em busca da possível bomba, os alvos mais comuns são escolas onde os alunos irão telefonar, ameaçando atrasar seus exames, e tribunais onde as pessoas esperam fazê-lo perder um teste telefonará para atrasá-lo. Devido a falsas ameaças de bomba, o prédio do Tribunal Superior em Belgrado teve que ser evacuado mais de setenta vezes em 2008.
Os alvos menos comuns incluem aqueles tão diversos como os quartéis-generais dos bombeiros de Belgrado, um edifício residencial ou a biblioteca pública de Kraljevo.
A frequência das falsas ameaças de bomba foi reduzida em 2009, depois que uma nova lei especificou punições mais duras e triplas.

## Dinâmica da criminalidade
As autoridades sérvias responsáveis pela aplicação da lei priorizaram o combate ao tráfico de drogas, terrorismo e crime organizado no final dos anos 2000.